# Gerstungen
Gerstungen là một đô thị trong huyện Wartburg ở bang Thüringen, Đức. Đô thị này có diện tích 75,51 km².